# Saint-Renan
Saint-Renan (bret. Lokournan) – miejscowość i gmina we Francji, w regionie Bretania, w departamencie Finistère.
Według danych na rok 1990 gminę zamieszkiwało 6576 osób, a gęstość zaludnienia wynosiła 494 osoby/km² (wśród 1269 gmin Bretanii Saint-Renan plasuje się na 53. miejscu pod względem liczby ludności, natomiast pod względem powierzchni na miejscu 724.).

## Znane osoby urodzone w Saint-Renan
- Benoît Hamon, polityk, minister edukacji w 2014